# Paul Émile Berton
Pour les articles homonymes, voir Berton.
Ne doit pas être confondu avec Paul Berthon ou Paul Émile Berron.

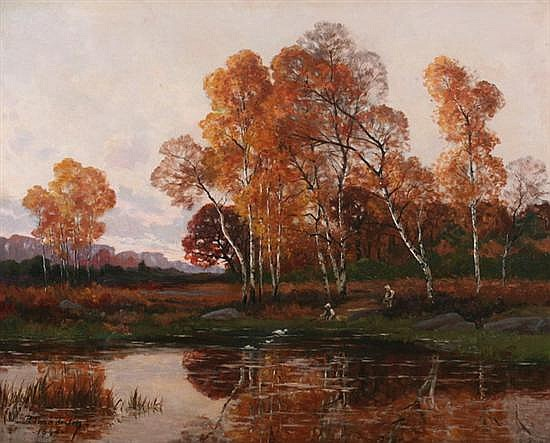
Arbres au bord de la rivière, huile sur toile.

Paul Émile Berton (parfois orthographié incorrectement Berthon), né le 4 mai 1846 à Chartrettes (Seine-et-Marne), et mort le 15 février 1909 à Paris, est un peintre paysagiste français.
Il est parfois confondu avec le lithographe français Paul Berthon (1872-1934). 

## Biographie
Paul Émile Berton est né le 4 mai 1846 à Chartrettes (Seine-et-Marne),. Élève de Puvis de Chavannes, il a exposé au Salon de Paris à partir de 1874. Il est également élève de Auguste Allongé et Armand Cotelle-Hébert (1827-?).
En février-mars 1895, il expose à La Bodinière en compagnie de Pal, Guirand de Scévola et Ch. Schuller.
Dans le commerce de l'art, des lithographies de Paul Berthon sont souvent attribuées à Paul Émile Berton.
Il meurt le 15 février 1909 en son domicile dans le 16e arrondissement de Paris,,, et, est inhumé au Cimetière du Père-Lachaise (29e division).